# Weatherford (Texas)
Weatherford es una ciudad ubicada en el condado de Parker en el estado estadounidense de Texas. En el Censo de 2010 tenía una población de 25250 habitantes y una densidad poblacional de 365,42 personas por km².

## Geografía
Weatherford se encuentra ubicada en las coordenadas 32°45′19″N 97°45′57″O / 32.75528, -97.76583. Según la Oficina del Censo de los Estados Unidos, Weatherford tiene una superficie total de 69.1 km², de la cual 64.38 km² corresponden a tierra firme y (6.83%) 4.72 km² es agua.

## Demografía
Según el censo de 2010, había 25250 personas residiendo en Weatherford. La densidad de población era de 365,42 hab./km². De los 25250 habitantes, Weatherford estaba compuesto por el 89.35% blancos, el 2.4% eran afroamericanos, el 0.78% eran amerindios, el 0.89% eran asiáticos, el 0.06% eran isleños del Pacífico, el 4.41% eran de otras razas y el 2.12% pertenecían a dos o más razas. Del total de la población el 13.61% eran hispanos o latinos de cualquier raza.